# Haparanda revir
Haparanda revir var ett skogsförvaltningsområde inom Övre Norrbottens överjägmästardistrikt och Norrbottens län, som omfattade Hietaniemi, Karl Gustavs och Nedertorneå socknar; vissa delar av Övertorneå kronopark i Övertorneå socken; Nederkalix socken med undantag av delarna norr om Haparandabanan och väster om Kalixälven samt av Överkalix socken delar av området öster om Kalixälven. Reviret, som är indelat i fem bevakningstrakter, omfattade 84 015 hektar allmänna skogar (1920), varav 23 kronoparker med en areal av 69 420 hektar.